# Акаїґава

43°5′1″ пн. ш. 140°48′49″ сх. д. / 43.08361° пн. ш. 140.81361° сх. д.
Акаї́ґава (яп. 赤井川村, あかいがわむら, МФА: [aka.igawa muɾa]) — село в Японії, в повіті Йоїті округу Сірібесі префектури Хоккайдо. Станом на 1 жовтня 2008 року площа села становила 280,11 км². Станом на 31 березня 2017 населення села становило 1204 осіб.